# Martyna Dąbrowska
Martyna Dąbrowska (née le 5 avril 1994 à Szczecin) est une athlète polonaise, spécialiste du 400 mètres.

## Biographie
Sélectionnée pour les championnats du monde de Londres, elle remporte la médaille de bronze du relais 4 × 400 m.

## Palmarès
| Date | Compétition                       | Lieu    | Résultat | Épreuve   | Temps         |
| ---- | --------------------------------- | ------- | -------- | --------- | ------------- |
| 2017 | Championnats d'Europe par équipes | Lille   | 1re      | 4 x 400 m | 3 min 27 s 60 |
| 2017 | Championnats du monde             | Londres | 3e       | 4 x 400 m | 3 min 25 s 41 |
| 2018 | Championnats d'Europe             | Berlin  | 1re      | 4 x 400 m | séries        |

## Records
| Épreuve | Épreuve | Performance | Lieu         | Date |
| ------- | ------- | ----------- | ------------ | ---- |
| 400 m   | 52 s 01 | Białystok   | 18 juin 2017 |      |